# Garcinia arenicola
Garcinia arenicola är en tvåhjärtbladig växtart som först beskrevs av Henri Lucien Jumelle och H.Perrier, och fick sitt nu gällande namn av P.W.Sweeney och Z.S.Rogers. Garcinia arenicola ingår i släktet Garcinia och familjen Clusiaceae. Inga underarter finns listade i Catalogue of Life.